# Línia Lleida - Saragossa
La línia Lleida - Saragossa de Mitjana Distància (Lleida Pirineus - Saragossa-Delicias) és un servei de ferrocarril regional de via d'ample ibèric. És una de les vuit línies de regionals a Catalunya i aquesta en concret és gestionada i operada per Renfe. Transcorre per la línia Barcelona-Manresa-Lleida-Saragossa en el tram Lleida-Saragossa.
A l'estació de Saragossa-Delicias hi ha un doble canviador d'ample  ibèric a internacional i a l'inrevés (sistema Talgo i sistema Brava-CAF).

## Horaris dilluns-divendres
| Lleida- Pirineus | Binèfar | Monsó- Riu Cinca | Sarinyena | Granén | Tardienta | Saragossa-Delicias |
| ---------------- | ------- | ---------------- | --------- | ------ | --------- | ------------------ |
| 06:25            | 06:59   | 07:09            | 07:35     | 07:52  | 08:02     | 08:56              |
| --               | 15:47   | 15:56            | 16:20     | 16:34  | 16:45     | 17:31              |
| 17:48            | 18:19   | 18:30            | 18:53     | 19:07  | 19:18     | 20:05              |

| Saragossa-Delicias | Tardienta | Granén | Sarinyena | Monsó- Riu Cinca | Binèfar | Lleida- Pirineus |
| ------------------ | --------- | ------ | --------- | ---------------- | ------- | ---------------- |
| 06:10              | 06.51     | 07:01  | 07:15     | 07:41            | 07:51   | --               |
| 15:15              | 15:53     | 16:02  | 16:18     | 16:42            | 16:53   | 17:27            |
| 20:37              | 21:34     | 21:44  | 22:00     | 22:23            | 22:34   | 23:08            |

## Horaris dissabte
| Lleida- Pirineus | Binèfar | Monsó- Riu Cinca | Sarinyena | Granén | Tardienta | Saragossa-Delicias |
| ---------------- | ------- | ---------------- | --------- | ------ | --------- | ------------------ |
| 10:25            | 11:03   | 11:12            | 11:34     | 11:50  | 12:01     | 12:53              |
| --               | 15:47   | 15:56            | 16:19     | 16:34  | 16:45     | 17:31              |

| Saragossa-Delicias | Tardienta | Granén | Sarinyena | Monsó- Riu Cinca | Binèfar | Lleida- Pirineus |
| ------------------ | --------- | ------ | --------- | ---------------- | ------- | ---------------- |
| 08:57              | 09:47     | 09:57  | 10:13     | 10:35            | 10:47   | 11:21            |
| 20:37              | 21:34     | 21:44  | 22:00     | 22:23            | 22:34   | --               |

## Horaris diumenge
| Lleida- Pirineus | Binèfar | Monsó- Riu Cinca | Sarinyena | Granén | Tardienta | Saragossa-Delicias |
| ---------------- | ------- | ---------------- | --------- | ------ | --------- | ------------------ |
| 15:15            | 15:47   | 15:56            | 16:19     | 16:34  | 16:44     | 17:31              |
| 17:48            | 18:19   | 18:30            | 18:52     | 19:06  | 19:17     | 20:05              |

| Saragossa-Delicias | Tardienta | Granén | Sarinyena | Monsó- Riu Cinca | Binèfar | Lleida- Pirineus |
| ------------------ | --------- | ------ | --------- | ---------------- | ------- | ---------------- |
| 10:27              | 11:08     | 11:19  | 11:33     | 11:57            | 12:07   | 12:37            |
| 20:37              | 21:34     | 21:44  | 22:00     | 22:23            | 22:34   | 23:08            |